# 大衛·奧托
大衛·奧托（David Otto，德語發音：[ˈdaːvɪt ˈʔɔto, -fɪt -]，1999年3月3日—）是一名德國職業足球運動員，司職前鋒，現效力於德乙球會聖保利。

## 生涯
2019年5月20日,奧托被借至海登咸。
2021年1月20日，奧托外借至雷根斯堡直至2021–22球季。

## 外部連結
- worldfootball.net：大衛·奧托之統計數據 （英文）
- Soccerway資料庫：大衛·奧托